# Al-Lataminah
Al-Lataminah (tiếng Ả Rập: اللطامنة, cũng đánh vần Latamneh hoặc Latamnah) là một thị trấn ở phía bắc Syria, một phần hành chính của Tỉnh Hama, nằm cách Hama 39 km về phía tây bắc. Các địa phương lân cận bao gồm Karnaz ở phía tây bắc, Kafr Zita ở phía bắc, Murik ở phía đông bắc, Suran ở phía đông, Taybat al-Imam ở phía đông nam, Halfaya và Mahardah ở phía nam, Shaizar và Kafr Hud ở phía tây nam và Hayalin và al -Suqaylabiyah về phía tây. Theo Cục Thống kê Trung ương Syria (CBS), al-Lataminah có dân số 16.267 trong cuộc điều tra dân số năm 2004, khiến nó trở thành địa phương lớn thứ hai trong nahiyah của Kafr Zita. Cư dân của nó chủ yếu là người Hồi giáo Sunni.
Al-Lataminah và vùng phụ cận có một số hang động, nhiều hang động đã được sử dụng làm nhà cho cư dân của ngôi làng. Ngày nay, việc sử dụng nhà ở hiện đại đã chiếm ưu thế, nhưng một vài gia đình vẫn tiếp tục sống trong các hang động.

## Lịch sử
Al-Lataminah đã có người ở trong thời kỳ đồ đá và các cuộc khai quật của các đội từ thế giới Ả Rập, Hoa Kỳ, Pháp và Hà Lan đã được tổ chức tại địa điểm này. Một cuộc khai quật như vậy đã được tổ chức vào năm 1965 và một số cổ vật đã được phát hiện.

### Thời đại Ottoman
Khi du khách người Thụy Sĩ Johann Ludwig Burckhardt đến thăm khu vực này vào đầu thế kỷ 19, dưới thời Ottoman, al-Lataminah được mô tả là "ngôi làng chính" của Sanjak Hama. Trong thời kỳ này, ngôi làng là một phần của Sanjak (Quận) của Hama vào cuối năm 1829, nó bao gồm 84 faddan, lớn hơn bất kỳ ngôi làng nào khác trong huyện ngoại trừ Taldou. Nó đã trả 8.250 qirsh tiền thuế, tỷ lệ cao nhất trong các làng sản xuất doanh thu (hasil) trong huyện. Năm 1838, nó có dân số Hồi giáo Sunni chủ yếu. Đến cuối thời cai trị Khedivate của Ai Cập (1832-1841), vào năm 1840, al-Lataminah là một ngôi làng lớn phải trả mức thuế vừa phải 700 qirsh, do giảm thuế cho các làng nông thôn với chi phí của các thị trấn đô thị.

### Nội chiến Syria đang diễn ra
Các phương tiện truyền thông nhà nước Syria đưa tin rằng vào ngày 9 tháng 3 năm 2012, thị trưởng của al-Lataminah đã bị các chiến binh chống chính phủ bắt cóc từ nhà của mình. Chiếc xe của anh ta đã bị đánh cắp trước đó vào ngày 30 tháng 9 năm 2011  Vào ngày 7 tháng 4 năm 2012, các giám sát viên Liên Hợp Quốc đã báo cáo rằng hàng chục cư dân đã thiệt mạng khi ngôi làng bị lực lượng chính phủ pháo kích, vài ngày trước khi một thỏa thuận ngừng bắn được thiết lập. Số người thiệt mạng dao động từ 24 đến 27 và các nhà hoạt động báo cáo rằng vụ pháo kích là một phần trong nỗ lực của lực lượng an ninh nhằm đột kích thị trấn sau hai ngày đụng độ với những người đào thoát khỏi Quân đội Syria.
Vào tháng 9 năm 2012, Al Jazeera English đã xếp al-Lataminah là một "làng nổi loạn". Một cô gái đã bị giết và một số người khác bị thương do bị lực lượng chính phủ bắn phá vào ngày 12 tháng 9. Trong một cuộc tấn công nổi dậy vào giữa tháng 12 năm 2012 chống lại các vị trí do chính phủ nắm giữ ở Tỉnh Hama, al-Lataminah đã bị lực lượng đối lập bắt giữ cùng với một loạt các làng khác.
Các cuộc tấn công bằng khí đã được báo cáo là xảy ra ở Al-Lataminah vào tháng 10 năm 2016. Các cuộc tấn công bổ sung xảy ra vào ngày 24 và 25 tháng 3 năm 2017. Một năm sau, họ đã được Tổ chức Cấm Vũ khí Hóa học (OPCW) xác nhận là một vụ tấn công bằng khí sarin và một vụ tấn công bằng khí clo. Một cuộc tấn công bằng khí sarin khác xảy ra vào ngày 30 tháng 3 năm 2017.
Nằm ở khu vực cực nam của lãnh thổ do phiến quân nắm giữ (thường được gọi là túi Idlib mặc dù Al-Lataminah là một phần của Chính quyền Hama), thành phố này đã bị Lực lượng Vũ trang Syria tấn công từ ba hướng, và đã bị bắn phá nhiều lần mặc dù đã ngừng bắn sắp xếp lửa được cung cấp bởi hiệp ước Astana.